# Powiat pyzdrski

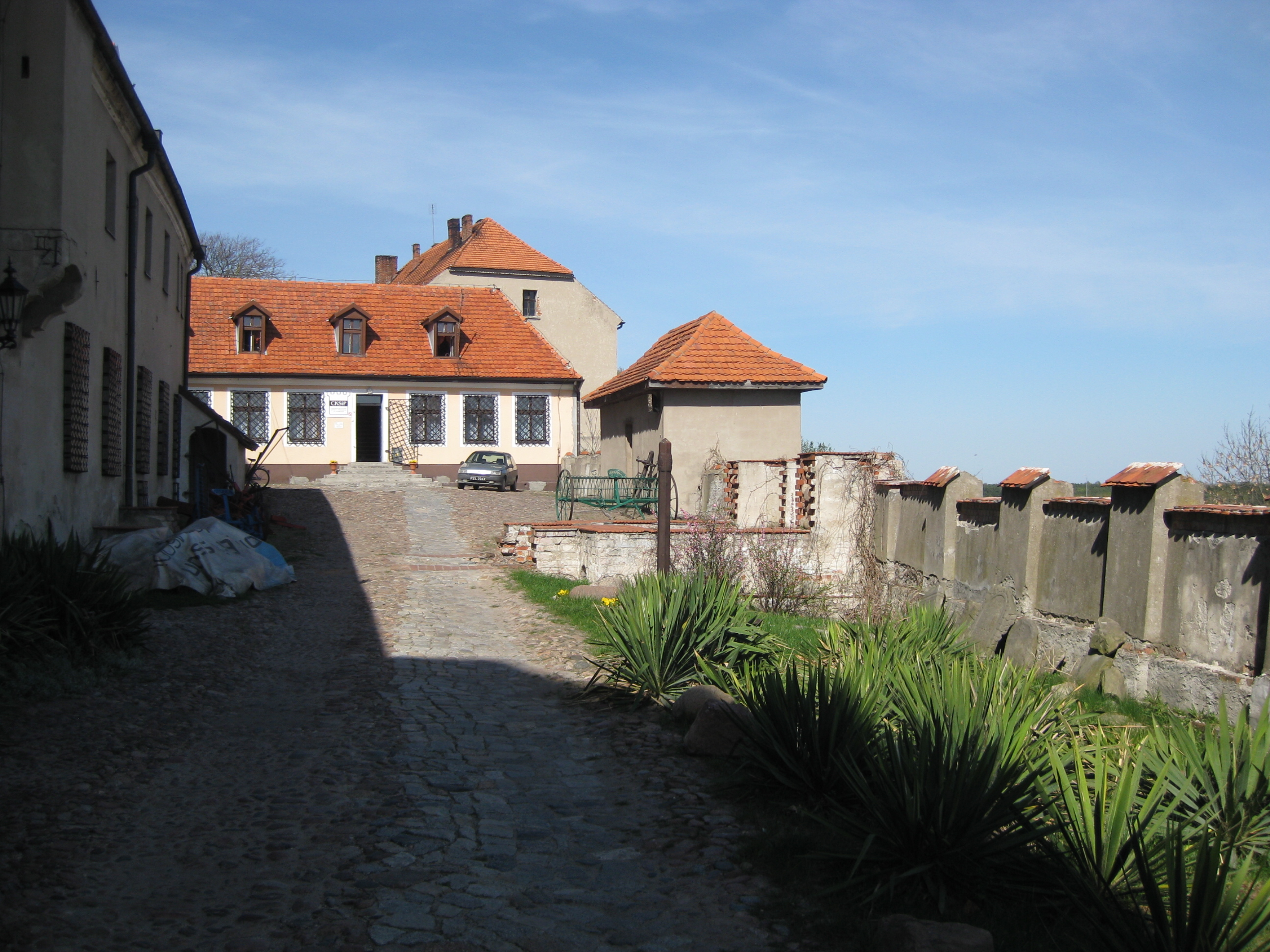
Pozostałości zamku w Pyzdrach – siedziby starosty pyzdrskiego

Powiat pyzdrski – historyczny powiat z siedzibą w Pyzdrach; istniał od średniowiecza do 1846.

## Od średniowiecza do II rozbioru Polski
Powiat pyzdrski obejmował obszar, na którym znajdowały się takie miejscowości jak: Nekla, Pyzdry, Miłosław, Strzałkowo, Środa (obecnie Środa Wielkopolska), Targowagórka (obecnie Targowa Górka), Żerków, Opieszyn i Zawodzie (obecnie w granicach Wrześni); sama Września w tym okresie należała do powiatu gnieźnieńskiego. Był jednym z 6 powiatów tworzących województwo kaliskie. Powierzchnia powiatu wynosiła 50,27 mil², czyli 2768,20 km². Starosta grodowy urzędował w Pyzdrach, jego siedzibą był pyzdrski zamek.
Po 1768, kiedy utworzono województwo gnieźnieńskie, przeniesiono do niego Opieszyn i Zawodzie oraz inne wsie klucza wrzesińskiego, którego właścicielem był Maciej Poniński.
W 1791 z zachodniej części powiatu pyzdrskiego wydzielono powiat średzki ze Środą (obecnie Środa Wielkopolska), Miłosławiem i Neklą, który został włączony do województwa poznańskiego. Z południowej części powstał natomiast powiat krotoszyński. W powiecie pyzdrskim pozostały Pyzdry, Słupca, Mielżyn i Żerków.

## W okresie zaborów
W wyniku II rozbioru Polski w 1793 powiat pyzdrski został włączony do Królestwa Prus. Był podporządkowany departamentowi poznańskiemu (niem. Kriegs-und Domänen Kammerdepartament Posen) prowincji Prusy Południowe (niem. Südpreußen). W tym samym roku do powiatu pyzdrskiego przyłączono z powiatu gnieźnieńskiego Wrześnię, natomiast do powiatu powidzkiego w województwie gnieźnieńskim przeniesiono Mielżyn (do powiatu powidzkiego należało również Grzybowo z okolicą). Powiat pyzdrski obejmował miasta: Pyzdry, Słupca, Września i Żerków.
W latach 1807–1815 należał do Księstwa Warszawskiego – był jednym z 14 powiatów departamentu poznańskiego.
Nowa granica po kongresie wiedeńskim (1815) między Królestwem Polskim a Królestwem Prus umiejscowiła powiat pyzdrski po stronie pruskiej. W 1817 nastąpiła korekta granicy polsko-pruskiej: Pyzdry i Słupcę oraz osiem wsi włączono do województwa kaliskiego Królestwa Polskiego, gdzie ponownie utworzono powiat pyzdrski, zaś pozostała część dawnego powiatu z Żerkowem została włączona do rejencji poznańskiej Królestwa Prus. Prusacy zlikwidowali powiat powidzki, włączając go do powiatu gnieźnieńskiego. Do powiatu gnieźnieńskiego przyłączono również Neklę i Wrześnię. Siedziba landrata części pruskiej powiatu nadal zlokalizowana była w Pyzdrach, czyli po stronie polskiej. Następnie Prusacy wyłączyli z powiatu średzkiego Miłosław, planując w tym mieście ulokować siedzibę landrata, do czego ostatecznie nie doszło.

## Przekształcenie w powiat wrzesiński
W 1818 w Wielkim Księstwie Poznańskim wprowadzono nowy podział administracyjny. Z powiatu gnieźnieńskiego wyłączono Wrześnię z okolicą, którą włączono do powiatu pyzdrskiego. Umieszczono tam stałą siedzibę landrata pyzdrskiego (Prusacy nadal uważali Pyzdry za siedzibę powiatu). Landrat pyzdrski (radca ziemski powiatu pyzdrskiego) miał swój urząd na Opieszynie, w budynkach zarządu dominialnego Ponińskich. Do Wrześni przeniesiono również pyzdrski sąd pokoju oraz kasę powiatową. Nowy powiat obejmował: Wrześnię, Miłosław i Żerków z wójtostwami we Wrześni, Bardzie, Brudzewie, Graboszewie, Grabowie Królewskim, Miłosławiu, Żerkowie, Brzostkowie i Śmiełowie. Nekla powróciła z powiatu gnieźnieńskiego do powiatu średzkiego.
31 lipca 1819 zmieniono dotychczasową nazwę powiatu na powiat wrzesiński, w związku ze wspomnianą regulacją graniczną, po której miasto Pyzdry znalazło się w granicach Królestwa Polskiego.